# Bašići (Barban)
Pour les articles homonymes, voir Bašići.
Bašići (en italien : Bassici) est une localité de Croatie située en Istrie, dans la municipalité de Barban, dans le comitat d'Istrie.